# القادسية الكجلة (الرقة)
القادسية الكجلة قرية سورية تتبع ناحية الكرامة في منطقة مركز الرقة في محافظة الرقة. بلغ عدد سكانها 404 نسمة في عام 2004 حسب إحصاء المكتب المركزي للإحصاء.